# Mo’Nique
Monique Angela Hicks, leánykori nevén Imes; (Woodlawn, 1967. december 11. –), művésznevén Mo'Nique Oscar-, Golden Globe-, BAFTA- és Screen Actors Guild-díjas amerikai színésznő, humorista, filmproducer.
Elsőként stand-up comedy munkásságával szerzett elismeréseket a The Queens of Comedy tagjaként. Később a színészet felé fordult, 1999 és 2004 között a The Parkers című szituációs komédia főszereplője volt. Feltűnt az XL szerelem (2006) és a Vad vakáció (2008) című vígjátékokban, majd ezt követte a komolyabb hangvételű Precious – A boldogság ára (2009) című filmdráma. Alakítását méltatták a kritikusok és Mo'Nique mellékszereplőként számos díjat elnyert, köztük a legjobb női mellékszereplőnek járó Oscart is.
2009 és 2011 között a The Mo’Nique Show című talk show házigazdája volt. 2015-ben a HBO Bessie című életrajzi tévéfilmjében Ma Rainey bluesénekesnőt formálta meg, egy Primetime Emmy-jelölést szerezve.

## Filmográfia

### Film
| Év   | Magyar cím                 | Eredeti cím                  | Szerep             | Magyar hang      |
| ---- | -------------------------- | ---------------------------- | ------------------ | ---------------- |
| 2000 | 3 dobás                    | 3 Strikes                    | Dahlia             |                  |
| 2001 |                            | The Queens of Comedy         | önmaga             |                  |
| 2001 | Fekete átok                | Baby Boy                     | Patrice            |                  |
| 2001 | Szabad fogás               | Two Can Play That Game       | Diedre             |                  |
| 2002 | Félholt                    | Half Past Dead               | Twitch barátnője   | Kocsis Mariann   |
| 2004 | Flúgos járat               | Soul Plane                   | Jamiqua            | Makay Andrea     |
| 2004 |                            | Hair Show                    | Peaches            |                  |
| 2004 | Garfield (törölt jelenet)  | Garfield: The Movie          | Rat                |                  |
| 2005 | Árnyékboksz                | Shadowboxer                  | Precious           | Virághalmy Judit |
| 2005 | Domino                     | Domino                       | Lateesha Rodriquez | Kiss Eszter      |
| 2006 | Adunk a kultúrának         | Irish Jam                    | Psycho             |                  |
| 2006 | XL szerelem                | Phat Girlz                   | Jazmin Biltmore    | Makay Andrea     |
| 2006 | Sörcsata                   | Beerfest                     | Cherry             | Braun Rita       |
| 2007 | Pingvin-show               | Farce of the Penguins        | Vicky (hangja)     |                  |
| 2008 | Vad vakáció                | Welcome Home, Roscoe Jenkins | Betty              | Kéri Kitty       |
| 2009 |                            | Steppin: The Movie           | Carla néni         |                  |
| 2009 | Precious – A boldogság ára | Precious                     | Mary Lee Johnston  | Szirtes Ági      |
| 2014 |                            | Blackbird                    | Claire Rousseau    |                  |
| 2016 |                            | Interwoven                   | Barbara            |                  |
| 2016 |                            | Almost Christmas             | May néni           |                  |
| 2023 |                            | The Reading                  | Emma Leeden        |                  |
| 2024 | Szabadíts meg a gonosztól  | The Deliverance              | Cynthia            | Kocsis Mariann   |

### Televízió
| Év        | Magyar cím         | Eredeti cím                        | Szerep                          | Megjegyzések                                   |
| --------- | ------------------ | ---------------------------------- | ------------------------------- | ---------------------------------------------- |
| 1999–2000 |                    | Moesha                             | Nicole "Nikki" Parker           | 3 epizód                                       |
| 2001      |                    | The Hughleys                       | Nicole "Nikki" Parker           | 1 epizód                                       |
| 2002      | A Büszke család    | The Proud Family                   | Boonnetta (hangja)              | 1 epizód                                       |
| 2003      | Körbebástyázva     | Good Fences                        | Ruth Crisp                      | tévéfilm                                       |
| 2004      |                    | The Bernie Mac Show                | Lynette                         | egy epizód                                     |
| 1999–2004 |                    | The Parkers                        | Nicole "Nikki" Parker           | főszereplő (110 epizód)                        |
| 2005      |                    | Girlfriends                        | önmaga (házigazda)              | 1 epizód                                       |
| 2006      | Fecsegő tipegők    | Rugrats                            | Moo néni (hangja)               | 1 epizód                                       |
| 2006      | Kés/Alatt          | Nip/Tuck                           | Evetta Washington               | 1 epizód                                       |
| 2007      |                    | Flavor of Love Girls: Charm School | önmaga (házigazda)              | 11 epizód                                      |
| 2007      |                    | The Game                           | Plus Size színésznő / házigazda | 2 epizód                                       |
| 2007      | A kertvárosi gettó | The Boondocks                      | Jamiqua (hangja)                | 1 epizód                                       |
| 2007      | Ki ez a lány?      | Ugly Betty                         | L'Amanda                        | 1 epizód                                       |
| 2009–2011 |                    | The Mo'Nique Show                  | önmaga (házigazda)              | talkshow                                       |
| 2014      |                    | Love & Hip Hop: New York           | önmaga (házigazda)              | 2 epizód                                       |
| 2015      | Bessie             | Bessie                             | Ma Rainey                       | - HBO tévéfilm - magyar hangja: - Makay Andrea |
| 2023      |                    | BMF: Black Mafia Family            | Goldie                          | visszatérő szerep 3 epizód (2. évad)           |

## Fontosabb díjak és jelölések

### Precious – a boldogság ára

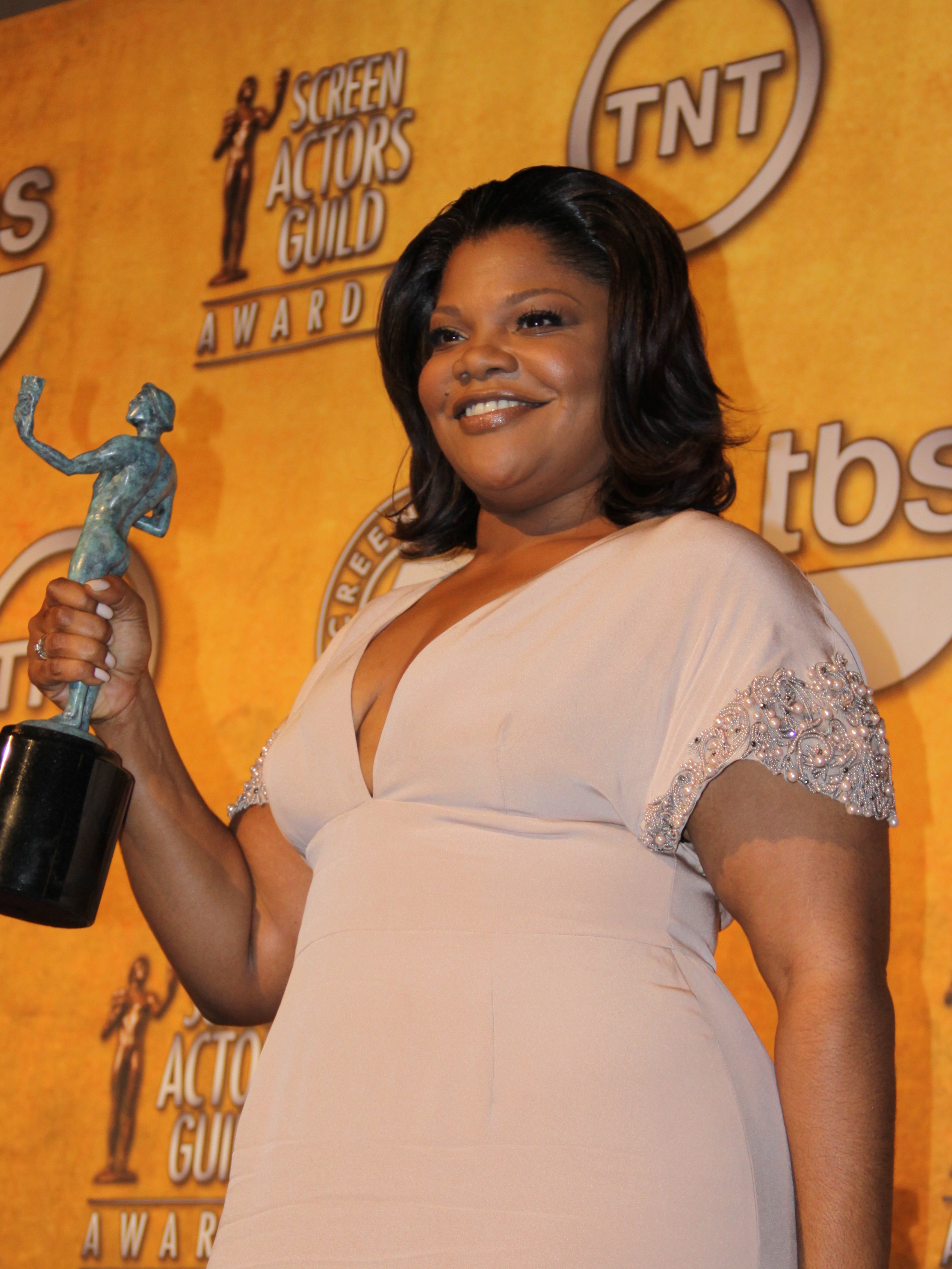
A 16. Screen Actors Guild-gálán, 2010-ben.

| Díj                     | Kategória                            | Eredmény |
| ----------------------- | ------------------------------------ | -------- |
| Oscar-díj               | Legjobb női mellékszereplő           | Elnyerte |
| BAFTA-díj               | Legjobb női mellékszereplő           | Elnyerte |
| Golden Globe-díj        | Legjobb női mellékszereplő           | Elnyerte |
| Screen Actors Guild-díj | Legjobb női mellékszereplő           | Elnyerte |
| Screen Actors Guild-díj | Legjobb szereplőgárda (mozifilm)     | Jelölve  |
| Independent Spirit díj  | Legjobb női mellékszereplő           | Elnyerte |
| Sundance Filmfesztivál  | Zsűri különdíja a legjobb színésznek | Elnyerte |

## Fordítás
- Ez a szócikk részben vagy egészben  a   Mo'Nique című angol Wikipédia-szócikk fordításán alapul.  Az eredeti cikk szerkesztőit annak laptörténete sorolja fel. Ez a jelzés csupán a megfogalmazás eredetét és a szerzői jogokat jelzi, nem szolgál a cikkben szereplő információk forrásmegjelöléseként.
- Ez a szócikk részben vagy egészben  a   List of awards and nominations received by Mo'Nique című angol Wikipédia-szócikk fordításán alapul.  Az eredeti cikk szerkesztőit annak laptörténete sorolja fel. Ez a jelzés csupán a megfogalmazás eredetét és a szerzői jogokat jelzi, nem szolgál a cikkben szereplő információk forrásmegjelöléseként.